# Amphibalanus hopkinsi
Amphibalanus hopkinsi is een zeepokkensoort uit de familie van de Balanidae. De wetenschappelijke naam van de soort is voor het eerst geldig gepubliceerd in 1968 door Zullo.